# چرخ‌ریسک تاب‌لانه سنار
چرخ‌ریسک تاب‌لانه سنار (نام علمی: Anthoscopus punctifrons) نام یک گونه از تیره چرخ‌ریسک تاب‌لانه است.